# Greater Letaba Local Municipality
Greater Letaba (englisch Greater Letaba Local Municipality) ist eine Gemeinde im Distrikt Mopani der südafrikanischen Provinz Limpopo. Der Verwaltungssitz befindet sich in Modjadjiskloof. Peter Matlou ist der Bürgermeister.
Die Lokalgemeinde ist nach dem Fluss Letaba benannt, der durch ihr Territorium fließt.

## Städte und Orte
- Modjadjiskloof (früher Duiwelskloof)
- Ga-Kgapane
- Ga-Modjadji
- Hildreth Ridge
- Mamaila
- Mooketsi
- Pheeha
- Sekgopo
- Vuyani

## Bevölkerung
Im Jahr 2011 hatte die Gemeinde 212.701 Einwohner in 58.261 Haushalten auf einer Fläche von 1890,89 km². Davon waren 98,8 % schwarz und 0,8 % weiß. Erstsprache war zu 80,1 % Sepedi, zu 12,5 % Xitsonga, zu 0,9 % Afrikaans und zu 0,8 % Englisch.

## Parks und Naturschutzgebiete
- Modjadji Cycad Reserve (Modjadji Nature Reserve)[5]